# لاهوچین خربوچ
لاهوچین خربوچ (انگلیسی: Lahoucine Kharbouch؛ زادهٔ ۱۴ ژانویهٔ ۱۹۸۶) بازیکن فوتبال اهل فرانسه است.
از باشگاه‌هایی که در آن بازی کرده‌است می‌توان به باشگاه فوتبال پاریس اشاره کرد.